# Curan
Curan é uma comuna francesa na região administrativa de Occitânia, no departamento de Aveyron. Estende-se por uma área de 41,18 km². Em 2010 a comuna tinha 312 habitantes (densidade: 7,6 hab./km²).